# Gastornitiformes
Els gastornitiformes són un ordre d'ocells prehistòrics, que visqueren entre el Paleocè superior i l'Eocè, distribuïts arreu d'Àsia, Europa i Nord-amèrica.

## Taxonomia
No hi ha acord en la classificació d'aquest ordre. Sovint encara se'ls ubica amb els gruïformes com la família Gastornithidae. Sembla que hi ha cert parafiletisme amb els gruïformes, encara que molts llinatges no estan aparentment estretament relacionats amb els grúids, ràl·lids o altres, que són comuns a Euràsia i Àfrica, però molt menys a Amèrica. Alguns altres, probablement sense cap relació amb cap grup, foren molt diversos a Amèrica, encara que també visqueren prehistòricament a Europa.
No se sap res dels ancestres dels gastornitiformes, encara que jutjant la biogeografia, una relació tant amb els autèntics gruïformes com amb els llinatges americans (que podrien incloure els seriemes i els forusràcids) seria possible.
No obstant això, la primera aparició dels gastornitiformes en el registre fòssil presenta problemes. Aquests animals eren molt apomòrfics i per tant, el llinatge ha d'haver evolucionat durant força temps, divergint dels seus parents coneguts més propers. La majoria dels seus suposats parents no es coneixen o ni tan sols se sospita que fossin tan diferents en l'època en què vivien els gastornitiformes.
Més recentment, la majoria considera als anseriformes (aus aquàtiques i anhímids) com els parents vius més propers dels gastornitiformes. Els actuals ocells serien per tant membres del clade de l'aviram, Galloanserae. S'ha proposat el nom de clade Anserimorphae per incloure els gastornitiformes i els anseriformes, en contraposició als ocells més propers als galliformes. Atès que els membres del superordre Galloanserae són coneguts per haver assolit algunes diversitats ja durant el cretaci superior, aquest escenari explicaria molt plausiblement les extremes adaptacions dels gastornitiformes, que haurien evolucionat durant gairebé entre 15 i 25 milions d'anys, després de divergir dels ancestres dels anseriformes.
Per altra banda, en aquest cas, els dromornítids del Neogè haurien recapitulat el gegantisme dels gastornitiformes, que es creu que prové d'un ancestre anseriforme (amb aspecte d'oca segons els detalls osteològics) més evolucionat.
Aquest seria un exemple destacat de convergència evolutiva molt proper de ser homologia] filogenètica, encara que seguiria sent una veritable convergència dels fenons en la majoria d'aspectes.
Existeixen alguns fòssils gastornitiformes indeterminats:
- Gastornithidae gen. et sp. indet. (Paleocè, a Walbeck, Alemanya) - possiblement Gastornis
- Gastornithidae gen. et sp. indet. YPM PU 13258 (Willwood Early Eocene, a Park[1] County, Estats Units) - possiblement un Gastornis giganteus jove[2]
- "Diatryma" cotei (Eocè Superior-Eocè Mitjà, França)[3]

## Descripció
Eren aus de grans dimensions incapaces de volar, similars als estruços però amb una constitució més robusta.

## Comportament i dieta
Alguns dels membres de l'ordre eren depredadors, i es creu que és probable que gran part de la seva dieta estigues formada per carn, encara que podrien ser més aviat carronyaires que caçadors actius.

## Llista de gèneres i espècies
Actualment, hi els següents gèneres i espècies reconegudes (totes elles extintes):
- Gastornis
  - Gastornis ajax
  - Gastornis giganteus
  - Gastornis parisiensis
  - Gastornis russeli
  - Gastornis sarasini
- Omorhamphus
  - Omorhamphus storchii
- Zhongyuanus
  - Zhongyuanus xichuanensis